# Karon-Mlomp jezici
Karon-Mlomp jezici (privatni kod: karm), malena skupina nigersko-kongoanskih jezika, koja čini podskupini pravih jola jezika, šira skupina jola. Govore se na području Senegala i Gambije, a sastoji se od dva predstavnika, to su: karon ili jola-karone [krx] s 15.000 govornika i mlomp ili gulompaay [mlo] s 5.400 govornika u Senegalu (2006)
Širu skupinu jola čine sa skupinama jola centralni (6) jezika i Kwatay (1) s jezikom kuwaataay [cwt] 

## Vanjske poveznice
- Ethnologue (14th)
- Ethnologue (15th)